# 中等教育
中等教育，也称为第二期教育（英語：secondary education）包括国际教育标准分类法中的兩個階段。所有國家均以提供基礎教育為目標，但制度和用語因不同國家而異。中等教育一般在六年的初等教育後，在中等教育後則為高等教育、职业教育或工作。一如初等教育，在許多國家中，中等教育是义务教育至少至16歲為止，有時會延長至19歲。兒童一般在大約11歲時進入初級中等教育的階段。